# Ремовский сельсовет
Ремовский сельсовет — муниципальное образование со статусом сельского поселения и административно-территориальное образование в Локтевском районе Алтайского края России. Административный центр — посёлок Ремовский.

## Демография
По результатам Всероссийской переписи населения 2010 года, численность населения муниципального образования составила 956 человек, в том числе 455 мужчин и 501 женщина. Оценка Росстата на 1 января 2012 года — 911 человек.

## Населённые пункты
В состав сельского поселения входит один населённый пункт — посёлок Ремовский.